# Roland Robinson
Pour les articles homonymes, voir Robinson.
John Roland Robinson (22 février 1907 - 3 mai 1989) est un homme politique du Parti conservateur britannique qui est ensuite gouverneur des Bermudes de 1964 à 1972.

## Biographie
Fils de Roland Walkden Robinson de Blackpool, il fait ses études à Trinity Hall, Cambridge, et est admis au barreau du Lincoln's Inn en 1929. Il est élu aux élections générales de 1931 comme député pour Widnes, un siège qu'il occupe jusqu'en 1935 et est alors le benjamin de la Chambre. Il est élu pour Blackpool en 1935. Il occupe ce siège jusqu'à ce que la circonscription soit divisée à l'élection de 1945, où il est élu pour Blackpool Sud occupant ce siège jusqu'à ce qu'il se retire de la Chambre des communes aux élections générales de 1964.
Robinson n'a jamais occupé de poste ministériel, mais est président du Comité conservateur des affaires du Commonwealth à la Chambre des communes de 1954 à 1964. Il est fait chevalier en 1954, admis en 1962 au Conseil privé et en 1964 élevé à la pairie comme baron Martonmere, de Blackpool dans le comté Palatin de Lancaster. Cette même année, il est nommé gouverneur des Bermudes, poste qu'il occupe jusqu'en 1972. Il est nommé KCMG en 1966 et GBE en 1973.
Robinson épouse Maysie Gasque, fille de Clarence Warren Gasque, en 1930. Ils ont deux enfants: un fils, Richard Robinson (1935–1979), et une fille, Loretta Robinson (née en 1939). Robinson est décédé en mai 1989, à l'âge de 82 ans. Il est remplacé à la baronnie de Martonmere par son petit-fils, John Stephen Robinson (né en 1963).